# Laura Robson
Laura Robson (nascida em 21 de janeiro de 1994) é uma ex-tenista profissional britânica. Nascida na Austrália, mudou-se para Londres com apenas 6 anos de idade e se naturalizou britânica em 2008.
Estreou no circuito ITF em 2007 e, depois de um ano, conquistou o título juvenil do Torneio de Wimbledon de 2007, aos 14 anos. Ainda na categoria, chegou a final de dois Australian Open, em 2009 e 2010. Venceu o primeiro título ITF em novembro de 2008.
Em simples, Robson foi a primeira mulher britânica desde Samantha Smith, em Wimbledon de 1998, a chegar à 4ª fase de um torneio do Grand Slam, fazendo-o no US Open de 2012 e no Torneio de Wimbledon de 2013. No WTA de Cantão de 2012, tornou-se a primeira britânica desde Jo Durie, em 1990, a chegar em uma final de nível WTA, perdendo para Hsieh Su-wei. Venceu o prêmio de Revelação do Ano da WTA em 2012 e chegou à 27ª colocação, o melhor ranking da carreira, no ano seguinte.
Em duplas, conquistou a medalha de prata nas mistas nos Jogos Olímpicos de Verão de 2012, jogando com Andy Murray, com quem também chegou a outra final, da Copa Hopman, em 2010. O melhor ranking de duplas femininas foi o de 82º, em julho de 2013.
Robson sofreu várias lesões ao longo das temporadas de 2014 e 2015, principalmente em seu punho esquerdo, pelo qual passou por cirurgia em abril de 2015, resultando em ausências prolongadas no circuito WTA. Saiu do ranking mundial no início de 2015, retornando na 906ª posição em julho. Após retornar ao esporte por tempo integral, em janeiro de 2016, lutou para recuperar a forma, mas não retornou ao top 150 de simples. Em julho de 2018, passou por uma cirurgia no quadril, ficando inativa por outro longo período.
Em 16 de maio de 2022, Robson anunciou a aposentadoria, aos 28 anos. Em 2023, tornou-se diretora do WTA de Nottingham.

## Vida pessoal e carreira juvenil
Laura Robson nasceu em 21 de janeiro de 1994 em Melbourne, Australia, terceira filha de Andrew, um executivo australiano da empresa petrolífera Shell, e Kathy Robson, uma treinadora de basquetebol. Robson se mudou com sua família para Singapura quando ela tinha apenas 18 meses de idade, e depois para a Inglaterra quando ela tinha 6 anos. De acordo com seus pais, ela começou a jogar tênis "Desde que poderia segurar uma raquete". E depois de ser encorajado por eles, ela entrou em uma academia de tênis juvenil com 7 anos de idade. Ela assinou contrato com a companhia Octagon quando tinha 10 anos, e com a Adidas com 11, e também com a fornecedora de raquetes Wilson. Depois de trabalhar com vários treinadores, incluindo o chefe da Lawn Tennis Association, Carl Maes, ela escolheu o seu atual treinador, Martijn Bok, em 2007. Bok disse mais tarde que, apesar de Robson "ter problemas com estabilidade emocional", viu logo um grande potencial em Laura. Robson passou também a treinar no Centro Nacional de Tênis do Reino Unido, sob a orientação de Bok e de Nigel Sears, e também com aulas em casa.
O primeiro torneio de Laura no circuito ITF juvenil foi em maio de 2007, quando ela passou do torneio de qualificação para as quartas de final. Ela chegou à fase final de outros dos torneios em 2007, e ganhou seu primeiro torneio em outubro. No primeiro semestre de 2008, Robson chegou a disputar mais três campeonatos, mas também foi eliminado antes da terceira rodada nos três torneios
Robson competiu no seu primeiro Grand Slam juvenil no Torneio de Wimbledon. Como a jogadora mais jovem do torneio, ela venceu Melanie Oudin e Noppawan Lertcheewakarn por 6–3, 3–6 e 6–1. e foi a primeira vencedora britânica desde Annabel Croft em 1984, e passou a ser apelidado pela mídia britânica como a nova "Rainha do tênis britânico", e também de "Rainha de Wimbledon". Entretanto, tenistas profissionais como Croft e Virginia Wade disseram que "teríamos que ter cuidado com as expectativas sobre ela", e também com a pressão, pois poderia atrapalhar a auto-confiança de Robson.
Após um breve período no circuito principal, Robson voltou à competição juvenil, mas foi eliminada na segunda rodada de um torneio em dezembro. No mesmo mês, ela jogou sua fase final do torneio juvenil de 2008, o Orange Bowl, onde ela teve de abandonar na terceira rodada com uma cepa do estômago. No final do ano, ela foi selecionada para o BBC Young Sports Personality of the Year, mas perdeu para o nadador paraolímpico Eleanor Simmonds.
Após se recuperar de sua lesão, Robson entrou no Open da Austrália 2009 do torneio juvenil, Onde foi classificada na quinta chave. Nas semifinais enfrentou a mesma oponente de Wimbledon, Noppawan Lertcheewakarn, e a derrotou por 2 sets a zero,com parciais de 6–4 e 6–3, e chegou a mais uma final. Enfrentando a vencedora da terceira chave, Ksenia Pervak da Rússia, Robson foi derrotada por parciais de 6–3 e 6–1. Mais tarde ela atribuiu sua derrota à grande atuação de Pervak, mas seu técnico Bok disse que "todo mundo deve ser paciente". Após o torneio, Robson começou a treinar com Gil Reyes, o mesmo treinador de Andre Agassi. Ela também foi nomeada a esportista juvenil do ano. Ela também liderou o ranking juvenil da ITF em abril, apesar de não jogar durante dois meses por causa de uma Canelite. No entanto, no torneio de Roland Garros juvenil, Robson foi escolhida como cabeça de chave, mas caiu na segunda fase diante de Sandra Zaniewska.
Focando em sua carreira profissional, Robson disputou o US Open de 2009. No primeiro jogo ela derrotou Ons Jabeur da Tunísia por 6–0 e 6–1. No segundo jogo, ela enfrentou a jogadora da chave 7, Lauren Embree, dos Estados Unidos e a venceu por 2 sets a 1, com parciais de 4–6, 6–1 e 6–4. No terceiro jogo, enfrentou a chave 12, Tamaryn Hendler, da Bélgica, e a venceu por 6–2 e 6–1. Robson chegou às quartas-de-final contra Lauren Davis, dos Estados Unidos, e a bateu por 6–2 e 6–3. Nas semifinais, sua oponente foi Yana Buchina da Rússia. Por causa do cansaço, Robson perdeu,por parciais de 1–6, 6–3 e 7–5.

## Carreira professional

### 2008

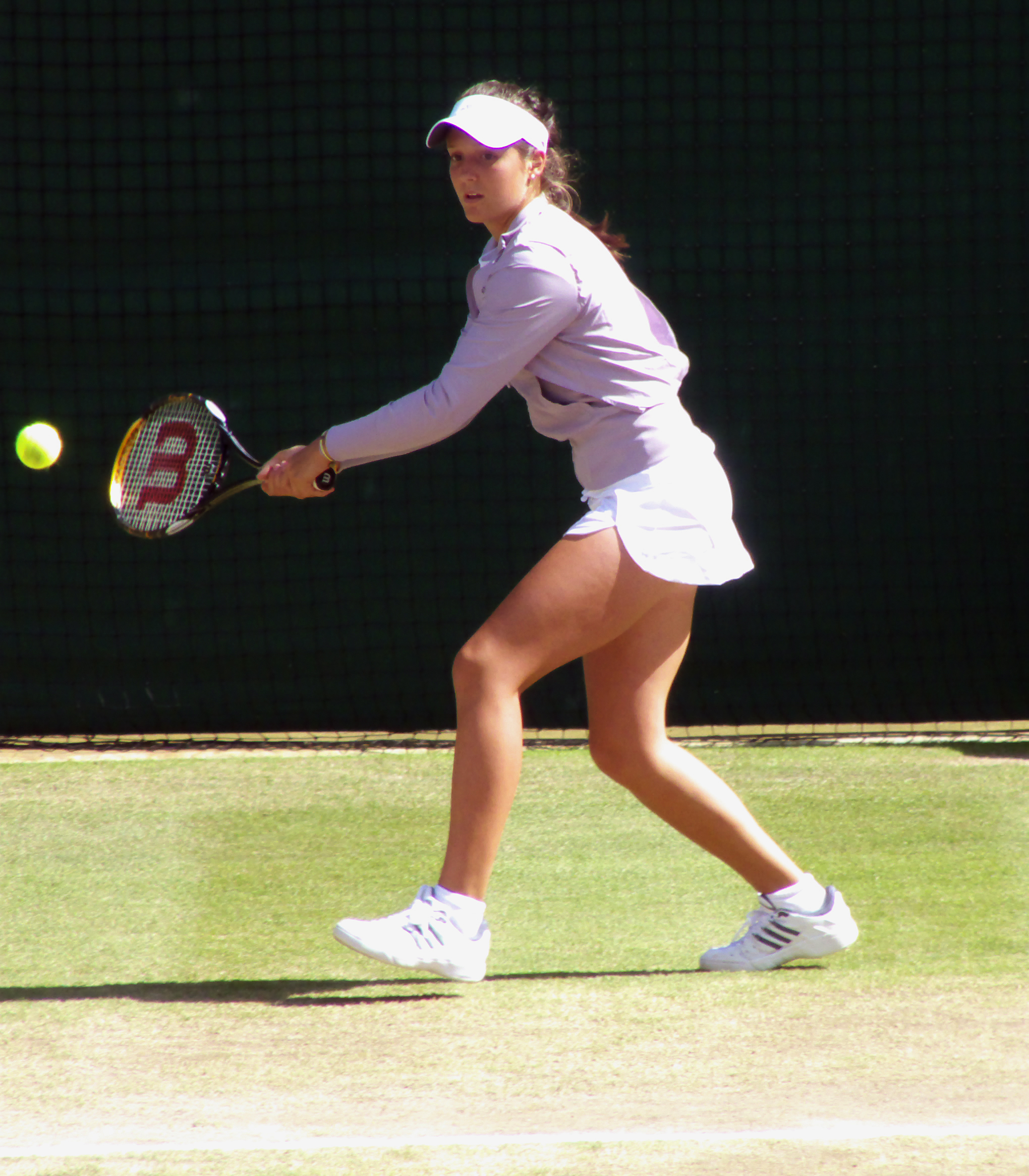
Laura Robson jogando em Wimbledon em 2008

Após sua vitória em Wimbledon, Robson fez sua estreia no ITF senior tour em um torneio em Limoges, França. Ela ganhou duas partidas para se qualificar para a chave principal do torneio, antes de desistir com uma lesão no ombro na segunda rodada contra Marina Melnikova.
Robson ganhou convite do ITF para participar do torneio de Shrewsbury, Grã Bretanha. Depois de bater a campeã de Wimbledon Urszula Radwańska e Tzipi Obziler, Robson perdeu para Maret Ani por três sets nas semifinais. Ela ainda recebeu mais um convite para participar do torneio de Barnstaple, Inglaterra, mas caiu logo na primeira rodada diante da Angelique Kerber, que mais tarde disse que se impressionou com o estilo de jogo de Laura.
Sua primeira partida no WTA foi cortesia de um convite para o 2008 Fortis Champioships em Luxemburgo. Ela disputou seu primeiro jogo contra a número 42 do mundo, Iveta Benešová mas perdeu por parciais de 1–6, 6–2 e 6–3. Voltando ao circuito da ITF, Robson entrou na chave 5 no evento realizado em Sunderland, Inglaterra. depois de vencer Laura-Ioana Andrei nas quartas-de-finais, ela derotou as compatriotas Tara Moore e Samantha Vickers para ganhar seu primeiro título com apenas 14 anos e 9 meses.

### 2009

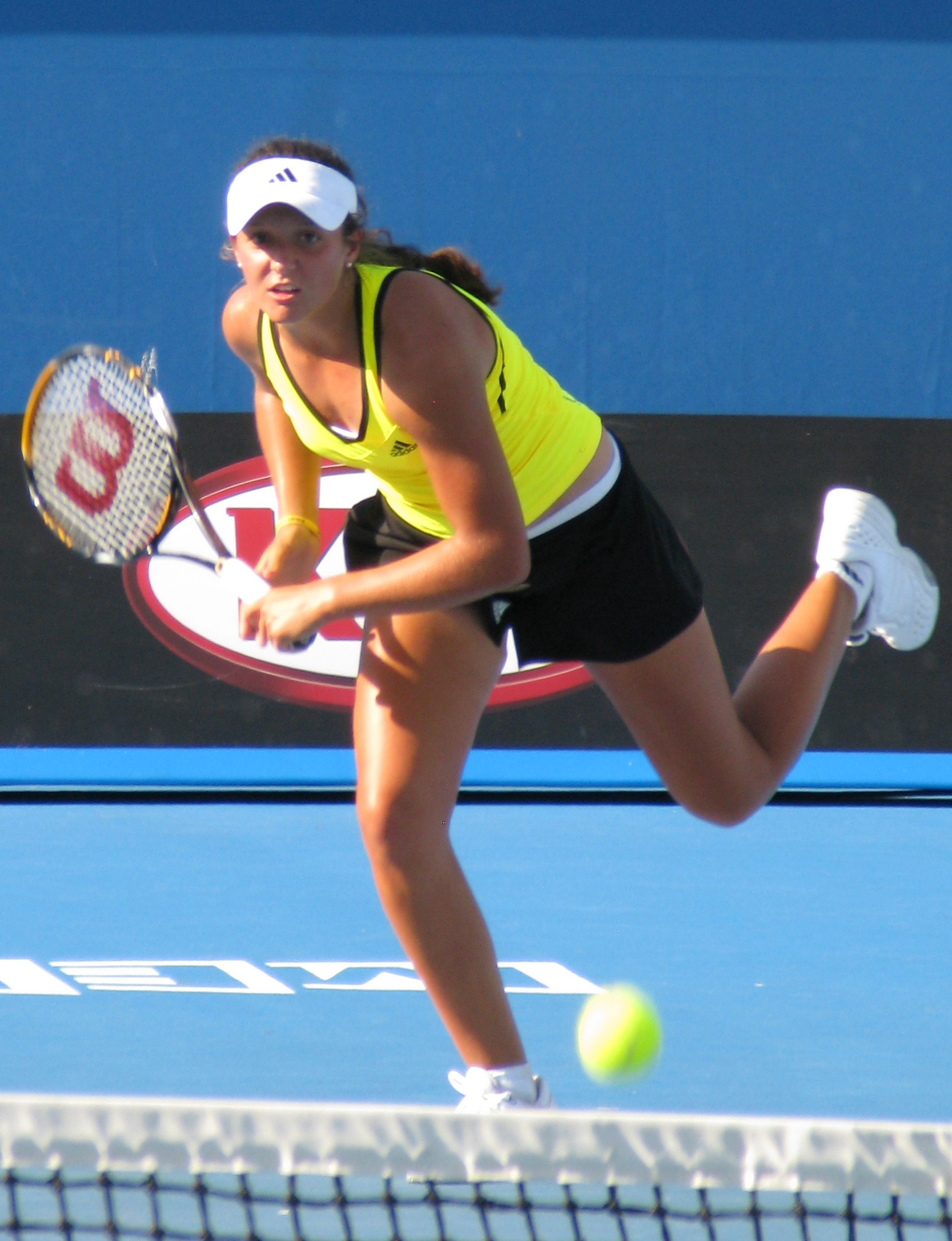
Robson jogando no Open da Austrália 2009

Robson retornou as competições de juvenil em 2009. Em 9 de junho, ela recebeu convite para participar do torneio de Wimbledon. No torneio, enfrentou Daniela Hantuchova, e foi derrotada, com parciais de 3–6, 6–4 e 6–2, apesar de um ótimo segundo set. Ela também disputou o torneio de duplas junto com Georgie Stoop, e foram derrotadas na segunda ronda por Svetlana Kuznetsova e Amelie Mauresmo. Assim como em Wimbledon, ela competiu em mais dois torneios ITF, e foi eliminados em ambos logo na primeira fase.
Em agosto de 2009, Robson recebeu convite para participar do torneio de qualificação para disputar o US Open. Ela derrotou Stephanie Foretz da França, por 7–5 e 6–1 e Aniko Kapros da Hungria, por 6–4 e 7–5. Na etapa final, foi derrotada por Eva Hrdinová, após estar vencendo por 4–1 no terceiro set.
Em 17 de outubro, Robson disputou o torneio de qualificação para o Luxembourg Open. Na primeira rodada ela derrotou a número 180, Zuzana Ondraskova por dois sets a zero, com parciais de 7–5 e 6–4. Na segunda rodada ela venceu Julia Goerges, número 79 do mundo, por também dois sets a zero, com parciais de 6–3 e 6–2. Na final perdeu para Maria Elena Camerin por 3–6 e 4–6. Em 10 de Novembro, Robson bateu Yuliya Beygelzimer, com parciais de 6–3 e 6–2 na primeira rodada do ITF de Minsk. Derrotou também Tetyana Arefyeva por 6–0 e 6–4, mas foi derrotada nas quartas de finais pela Vitalia Diatchenko, por 6–3 e 6–2.

### 2010
Robson começou 2010 jogando ao lado de Andy Murray na Copa Hopman 2010, fazendo parte do time da Grã Bretanha, que não disputa a competição desde 1992. Ela perdeu a partida de estreia por 6–4, 3–6, 0–6 para a Yaroslava Shvedova, do Cazaquistão. Mais tarde conseguiu, junto com Murray, vencer a dupla mista do Cazaquistão, pelo resultado de 6–3, 5–7 e 12–10.
Robson também perdeu para a alemã Sabine Lisicki por 6-7, 3-6 mas conseguiu vencer o time misto alemão ao lado de Murray. Robson e Murray bateram a Rússia e conseguiram avançar para as finais. Na final, conseguiu derrotar María José Martínez Sánchez, mas como Murray perdeu para Tommy Robredo, e o time espanhol derrotou Andy e Laura no jogo misto, o time britânico perdeu o campeonato para a Espanha.
Laura recebeu o convite para participar das eliminatórias do Aberto da Austrália 2010. No primeiro jogo, venceu Sophie Ferguson da Austrália, pelo placar de 6-4, 2-6, 6-4. Na segunda fase foi derrotada pela holandesa Michaella Krajicek, por parciais de 6-4, 7-6. Robson, entretanto, recebeu outro convite para a disputa de Duplas femininas, em parceria de Sally Peers. Elas derrotaram Craybas e Spears no primeiro jogo pelo placar de 6-3 e 7-5, e avançaram para a próxima fase, onde enfretaram Chia-Jung Chuang e Kveta Peschke, e venceram por dois sets a zero, em parciais de 6-3 e 6-4. Pares e Robson venceram seu confronto na terceira rodada contra a russa Vera Dushevina e a australiana Anastasia Rodionova por 6-3 e 6-3, para avançar às quartas-de-final, antes de serem derrotadas por Maria Kirilenko e Agnieszka Radwanska. No simples feminino júnior, Robson estreou contra Belinda Woolcock e a derrotou facilmente por 6-0 e 6-1. Também derrotou Yulia Putintseva por 6-2, 3-6 e 6-2 e Dinu Cristina por 6-3 e 6-3, para alcançar as quartas de final. Nesta fase ela superou facilmente a americana Ester Goldfeld pelo placar de 6-1 e 6-0 para chegar a sua 4ª semifinal em um torneio de Grand Slam, onde derrotou Kristyna Plíšková da República Checa por 6-3 e 6-2. Na final foi derrotada pela irmã gêmea da Kristyna, Karolína Plíšková, pelo placar de 6-1 e 7-6. É o seu segundo vice-campeonato no mesmo torneio em dois anos

## Estilo de jogo
Robson é canhota, e usa o backhand com as duas mãos. Um de seus pontos fortes é o fortíssimo saque, que tem sido descrito como "a principal razão de seu desempenho". Entretanto, ela vem sendo criticada por ter um movimento lateral pobre. Portanto, vem sendo elogiada por demonstrar um "equilíbrio extraordinário", e também por possuir a atitude e técnica de uma jogadora de ponta. O comentarista Simon Reed diz que ela "possui todas as ferramentas de que precisa", e Pat Cash a chamou de "talento especial" e que "parece ter todos os atributos para o sucesso".Ana Ivanovic diz que Robson "tem um jogo muito forte", e Samantha Smith diz que "ela não possui pontos fracos em tudo". Por isso, ela é uma das principais promessas do tênis para as Olimpíadas de 2012 e para as Olimpíadas de 2016.

## Finais

### Circuito WTA

#### Simples: 1 (1 vice)
| Status                 | V–D                    | Torneio                                                     | Categoria              | Adversária   | Resultado     |
| Data                   | Data                   | Cidade/país                                                 | Piso                   | Adversária   | Resultado     |
| ---------------------- | ---------------------- | ----------------------------------------------------------- | ---------------------- | ------------ | ------------- |
| Vice (0–1) 22 Set 2012 | Vice (0–1) 22 Set 2012 | GRC Bank Guangzhou International Women's Open Cantão, China | WTA International duro | Hsieh Su-wei | 3–6, 7–5, 4–6 |

#### Duplas: 2 (2 vices)
| Status                 | V–D                    | Torneio                                       | Categoria                  | Parceira     | Adversárias                      | Resultado        |
| Data                   | Data                   | Cidade/país                                   | Piso                       | Parceira     | Adversárias                      | Resultado        |
| ---------------------- | ---------------------- | --------------------------------------------- | -------------------------- | ------------ | -------------------------------- | ---------------- |
| Vice (0–2) 18 Jun 2017 | Vice (0–2) 18 Jun 2017 | Aegon Open Nottingham Nottingham, Reino Unido | WTA International grama    | Jocelyn Rae  | Monique Adamczak Storm Sanders   | 4–6, 6–4, [4–10] |
| Vice (0–1) 31 Mar 2013 | Vice (0–1) 31 Mar 2013 | Sony Open Tennis Miami, Estados Unidos        | WTA Premier Mandatory duro | Lisa Raymond | Nadia Petrova Katarina Srebotnik | 1–6, 26–7        |

#### Duplas mistas: 1 (1 vice)
| Status               | V–D                  | Torneio                              | Categoria                      | Parceiro    | Adversários                  | Resultado        |
| Data                 | Data                 | Cidade/país                          | Piso                           | Parceiro    | Adversários                  | Resultado        |
| -------------------- | -------------------- | ------------------------------------ | ------------------------------ | ----------- | ---------------------------- | ---------------- |
| Prata (0–1) Ago 2012 | Prata (0–1) Ago 2012 | Jogos Olímpicos Londres, Reino Unido | Jogos Olímpicos de Verão grama | Andy Murray | Victoria Azarenka Max Mirnyi | 6–2, 3–6, [8–10] |

### Grand Slam juvenil

#### Simples: 3 (1 título, 2 vices)
| Status                  | V–D                     | Torneio                                   | Categoria        | Adversária              | Resultado     |
| Data                    | Data                    | Cidade/país                               | Piso             | Adversária              | Resultado     |
| ----------------------- | ----------------------- | ----------------------------------------- | ---------------- | ----------------------- | ------------- |
| Vice (1–2) 30 Jan 2010  | Vice (1–2) 30 Jan 2010  | Australian Open Melbourne, Austrália      | Grand Slam duro  | Karolína Plíšková       | 1–6, 56–7     |
| Vice (1–1) 31 Jan 2009  | Vice (1–1) 31 Jan 2009  | Australian Open Melbourne, Austrália      | Grand Slam duro  | Ksenia Pervak           | 3–6, 1–6      |
| Campeã (1–0) 3 Jul 2008 | Campeã (1–0) 3 Jul 2008 | Torneio de Wimbledon Londres, Reino Unido | Grand Slam grama | Noppawan Lertcheewakarn | 6–3, 3–6, 6–1 |

### Disputa por equipes: 1 (1 vice)
| Status                | V–D                   | Torneio                             | Categoria                | Parceiro    | Adversários                               | Resultado |
| Data                  | Data                  | Cidade/país                         | Piso                     | Parceiro    | Adversários                               | Resultado |
| --------------------- | --------------------- | ----------------------------------- | ------------------------ | ----------- | ----------------------------------------- | --------- |
| Vice (1–2) 9 Jan 2010 | Vice (1–2) 9 Jan 2010 | Hyundai Hopman Cup Perth, Austrália | Disputa por equipes duro | Andy Murray | María José Martínez Sánchez Tommy Robredo | 1–2       |

## Desempenho em torneios do Grand Slam

### Simples
Legenda
(V) vencedora; (F) finalista; (SF) semifinalista; (QF) quadrifinalista; (#R) fases - rounds - 4º, 3º, 2º e 1º; (RR) fase de grupos - round robin; (Q#): fases do qualificatório; (NSQ) não se classificou; (A) ausente; (NA) não aconteceu; (V–L) relação entre vitórias e derrotas, contanto apenas chaves principais ; (V%) porcentagem de vitórias).
| Torneio           | 2009 | 2010 | 2011 | 2012 | 2013 | 2014 | 2015 | 2016 | 2017 | 2018 | 2019 | V–L   | V%  |
| ----------------- | ---- | ---- | ---- | ---- | ---- | ---- | ---- | ---- | ---- | ---- | ---- | ----- | --- |
| Australian Open   | A    | Q2   | A    | 1R   | 3R   | 1R   | A    | A    | Q1   | A    | A    | 2–3   | 40% |
| Roland Garros     | A    | A    | A    | 1R   | 1R   | A    | A    | 1R   | A    | A    | A    | 0–3   | 0%  |
| Wimbledon         | 1R   | 1R   | 2R   | 1R   | 4R   | A    | 1R   | 1R   | 1R   | A    | A    | 4–8   | 33% |
| US Open           | Q3   | Q3   | 2R   | 4R   | 3R   | A    | 1R   | 1R   | Q1   | A    | A    | 6–5   | 55% |
| Vitórias–derrotas | 0–1  | 0–1  | 2–2  | 3–4  | 7–4  | 0–1  | 0–2  | 0–3  | 0–1  | 0–0  | 0–0  | 12–19 | 38% |